# Liste der Kulturgüter in Ammerswil
Die Liste der Kulturgüter in Ammerswil enthält alle Objekte in der Gemeinde Ammerswil im Kanton Aargau, die gemäss der Haager Konvention zum Schutz von Kulturgut bei bewaffneten Konflikten, dem Bundesgesetz vom 20. Juni 2014 über den Schutz der Kulturgüter bei bewaffneten Konflikten sowie der Verordnung vom 29. Oktober 2014 über den Schutz der Kulturgüter bei bewaffneten Konflikten unter Schutz stehen.
Objekte der Kategorien A und B sind vollständig in der Liste enthalten, Objekte der Kategorie C fehlen zurzeit (Stand: 1. Januar 2023). Unter übrige Baudenkmäler sind weitere geschützte Objekte zu finden, die in der Bau- und Nutzungsordnung der Gemeinde verzeichnet und nicht bereits in der Liste der Kulturgüter enthalten sind.

## Kulturgüter
| Foto |                                                                       | Objekt                                                                         | Kat. | Typ | Standort                                                               | Beschreibung |
| ---- | --------------------------------------------------------------------- | ------------------------------------------------------------------------------ | ---- | --- | ---------------------------------------------------------------------- | --- |
| ja   | Datei hochladen · Wikidata zu Pfrundspeicher (Q19362283)              | Pfrundspeicher KGS-Nr.: 00034                                                  | A    | G   | Hendschikerstrasse 12.3 658124 / 246988                                | 1685 erbauter Getreidespeicher. Auf kräftigen Eichenschwellen ruhender zweigeschossiger Bohlenständerbau mit rundum geführter überdachter Obergeschosslaube und steilem Giebeldach. |
| BW   | Datei hochladen · Wikidata zu Stallscheune (Q29575115)                | Stallscheune KGS-Nr.: 14962                                                    | B    | G   | Dintikerstrasse 3.1, 5.1 658270 / 247092                               | |
| ja   | Datei hochladen · Wikidata zu Reformierte Kirche Ammerswil (Q1345159) | Evangelisch-reformierte Kirche mit Pfarrhaus und Ökonomiebauten KGS-Nr.: 14970 | B    | G   | Felberweg 1.1 / Hendschikerstrasse 12, 12.1, 12.2 12.4 658205 / 247007 | Bis ins 13. Jahrhundert zurückreichendes Kirchengebäude, 1640 auf die heutige Grösse erweitert. Schlicht und ungegliedert wirkender Putzbau mit romanischem Kirchenschiff. An der Westseite wuchtiger Turm unter Satteldach. Daneben steht das 1783 von Carl Ahasver von Sinner erbautes Pfarrhaus im klassizistischen Stil, die einzige komplette Anlage im Aargau mit Haus, Portal, Hof und Garten. Hinzu kommt ein Ökonomiegebäude. |

## Übrige Baudenkmäler
| ID  | Foto |                 | Objekt                    | Typ | Standort                             | Beschreibung                                    |
| --- | ---- | --------------- | ------------------------- | --- | ------------------------------------ | ----------------------------------------------- |
| 901 | BW   | Datei hochladen | Bauernhaus (Hochstudhaus) | G   | Dorfplatz 3 658057 / 246765          | Bäuerlicher Vielzweckbau, 18. /17. Jahrhundert. |
| 904 |      | Datei hochladen | Doppelwohnhaus, 1792      | G   | Dintikerstrasse                      |                                                 |
| 905 |      | Datei hochladen | Bauernhaus, 1870          | G   | Lenzburgerstrasse                    |                                                 |
| 906 |      | Datei hochladen | Bauernhaus, 1878          | G   | Geissbühlstrasse                     |                                                 |
| 907 | BW   | Datei hochladen | Bauernhaus, 1860          | G   | Lenzburgerstrasse 15 657856 / 246726 | Bäuerlicher Vielzweckbau, 1860.                 |

Legende: Siehe Legende der Liste der Kulturgüter von nationaler und regionaler Bedeutung. Anstelle der KGS-Nummer wird als Objekt-Identifikator (ID) die Inventar- oder Gebäudenummer in der Bau- und Nutzungsordnung der Gemeinde verwendet.